# Koncert Live Earth w Londynie
Brytyjski koncert serii Live Earth odbył się 7 lipca 2007 roku na londyńskim stadionie Wembley w Anglii.

## Występy
Występy przedstawione w oryginalnej kolejności.
- SOS Allstars (z perkusistami: Rogerem Taylorem z Queen, Taylorem Hawkinsem z Foo Fighters i Chadem Smithem z Red Hot Chili Peppers)
- Chris Moyles (prezenter)
- Genesis – "Behind the Lines"/"Duke's End", "Turn It On Again", "Land of Confusion" i "Invisible Touch"
- Eddie Izzard (prezenter)
- Razorlight – "In The Morning", "America" i "Los Angeles Waltz"
- Alan Carr (prezenter)
- Snow Patrol – "Open Your Eyes", "Shut Your Eyes" i "Chasing Cars"
- Damien Rice i David Gray – "Babylon", "The Blower's Daughter i "Que Sera Sera"
- Gerard Butler (prezenter)
- Kasabian – "Empire", "Club Foot" and "L.S.F."
- Thandie Newton (prezenter)
- Al Gore (przekaz z Waszyngtonu)
- Paolo Nutini – "Alloway Groove", "Last Request", "What a Wonderful World" i "Jenny Don't Be Hasty"
- June Sarpong (prezenter)
- The Black Eyed Peas – "Pump It", "Let’s Get Retarded", "Big Girls Don’t Cry" (Fergie), "Help Us Out" (will.i.am) i "Where Is the Love?"
- John Legend – "Ordinary People"
- Geri Halliwell (prezenterka)
- Duran Duran – "Planet Earth", "Ordinary World", "Notorious/I Want To Take You Higher" i "Girls on Film"
- Chris Rock (prezenter)
- Red Hot Chili Peppers – "Can’t Stop", "Dani California", "So Much I" i "By the Way"
- Neve Campbell (prezenterka)
- Bloc Party – "Banquet", "So Here We Are" i "The Prayer"
- Kyle MacLachlan (prezenter)
- Ashok Sinha (przemówienie)
- Corinne Bailey Rae – "I'd Like To", "Mercy Mercy Me" (duet z Johnem Legend) i "Put Your Records On"
- Terra Naomi – "Say It’s Possible"
- Ioan Gruffudd (prezenter)
- Keane – "Somewhere Only We Know", "Is It Any Wonder?" i "Bedshaped"
- Russell Brand (prezenter)
- Metallica – "Sad but True", "3rd Stone From The Sun/Nothing Else Matters" i "Enter Sandman"
- Ricky Gervais (prezenter)
- Spinal Tap – "Stonehenge", "Warmer Than Hell" i "Big Bottom"
- Russell Brand (prezenter)
- Boris Becker (prezenter)
- James Blunt – "Wisemen", "Wild World" i "Same Mistake"
- Russell Brand (prezenter)
- Beastie Boys – "Sure Shot", "So What'cha Want", "Intergalactic" i "Sabotage"
- Russell Brand (prezenter)
- David Tennant (prezenter)
- Pussycat Dolls – "Buttons", "Stickwitu" i "Don’t Chaa"
- Russell Brand (presenter)
- Foo Fighters – "All My Life", "My Hero", "Times Like These", "Best of You" i "Everlong"
- Kevin Wall (przemówienie)
- Russell Brand (prezenter)
- Terence Stamp (przemówienie)
- Madonna – "Hey You", "Ray of Light", "La Isla Bonita" (z Eugene Hütz i Siergiejem Riabcewem z Gogol Bordello) i "Hung Up"
- Russell Brand

## Odbiór

### Telewizja
W Wielkiej Brytanii BBC była głównym nadawcą koncertu. Wydarzenie transmitowane było na żywo przez BBC Two, a później przez BBC One. Relacja miała miejsce również w radiu BBC Radio 1 oraz BBC HD. Głównym prowadzącym był Jonathan Ross (gościł on przez cały dzień w specjalnym studio różne sławne osoby), któremu pomagali Graham Norton i Edith Bowman. Transmisja w BBC Two rozpoczęła się o godz. 13:00, a zakończyła się o godz. 17:20. Następnie miała miejsce krótka przerwa, po której, o 17:30, emisja została kontynuowana na antenie BBC One.
W Irlandii głównym nadawcą była RTÉ2, która emitowała koncert od 12:30 do 19:00, a później od 21:30 do 6:00 następnego dnia.
W Polsce transmisja na żywo trwała niemal bez przerwy w TVP Kultura.

### Internet
Portal MSN był w całości odpowiedzialny za przekaz online koncertu.

## Ciekawostki
- W trakcie wykonywania przez Spinal Tap piosenki "Big Bottom" do grupy dołączyli basiści innych zespołów i wykonawców, którzy mieli okazję już wystąpić tego dnia, byli to m.in. James Hetfield i Kirk Hammett z Metalliki, Adam Yauch z Beastie Boys, Flea z Red Hot Chili Peppers oraz członkowie ekipy Madonny. BBC nie pokazała tego fragmentu występu na żywo, tylko kilka godzin później.
- Podczas występów Duran Duran, Red Hot Chili Peppers i Razorlight wystąpiły problemy techniczne, głównie związane z dźwiękiem.
- Telewizja BBC pomyliła występ Bloc Party z piosenką "What I’ve Done" grupy Linkin Park, która występowała w Tokio.
- W kulminacyjnym momencie przemowy Terence’a Stampa, Wembley pogrążył się w ciemnościach, co stanowiło symboliczny znak skierowany do widzów, by ci oszczędzali energię.
- BBC błędnie podała tytuł piosenki Johna Legend, jako "Common People" zamiast "Ordinary People".
- Nigel Tufnel z grupy Spinal Tap żartobliwie krzyknął do publiczności "Hello Wimbledon!", na co David St. Hubbins odpowiedział, że są na stadionie Wembley.
- Corinne Bailey Rae podczas swojego występu wykonała słynny zwrot Marvina Gaye'a, "Mercy, Mercy, Mercy". Kilka godzin później Alicia Keys zrobiła dokładnie to samo w Nowym Jorku, podczas tamtejszego koncertu Live Earth.
- Phil Collins zmienił fragment piosenki "Invisible Touch" z "And though she will mess up your life, you'll want her just the same" na "And though she will fuck up your life, you'll want her just the same". Utwór w tej wersji został nawet wydany na albumie The Way We Walk Volume 1.
- BBC przegapiła rozpoczęcie występu Metalliki, pokazując zespół Crowded House, grający w Sydney, w momencie, gdy na Wembley rozbrzmiewały pierwsze dźwięki "Enter Sandman". Stacja spotkała się z tego powodu ze sporą krytyką zawiedzionych fanów[2].
- Madonna, podobnie jak w trakcie trasy Confessions Tour, podczas wykonywania piosenki "Ray of Light", użyła niecenzuralnego zwrotu, zwracając się do publiczności: "Come on motherfuckers, make some noise".